# بلدة والنوت (كانساس)
بلدة والنوت أو بلدة الجوز (بالإنجليزية: Walnut Township)‏ هي بلدة في مقاطعة أتشيسون، كانساس، الولايات المتحدة الأمريكية. اعتبارًا من تعداد 2010، كان عدد سكانها 441 نسمة.

## جغرافية
تغطي بلدة والنوت مساحة 96.4 كيلومتر مربع (37.2 ميل2) ولا تحتوي على مستوطنات مدمجة. وفقًا لـهيئة المساحة الجيولوجية الأمريكية، فهي تحتوي على ثلاث مقابر: جبل جيليان وساب وسومنر.

## روابط خارجية
- مدينة سيتي.كوم